# Worlaby (East Lindsey)
Worlaby – wieś w Anglii, w hrabstwie Lincolnshire, w dystrykcie East Lindsey, w civil parish Maidenwell. Leży 10 km od miasta Louth. W 1931 roku civil parish liczyła 35 mieszkańców. Worlaby jest wspomniana w Domesday Book (1086) jako Wlurice(s)bi.